# 麗異胎䲁
麗異胎䲁（學名：Heteroclinus puellarum），為輻鰭魚綱䲁形目胎䲁科異胎䲁屬的一個種，分布於東印度洋澳洲南部海域，深度可達10公尺，本魚體延長且側扁，體淡棕色至深棕色，每隻眼睛後面有兩到三條黑色斜條紋，背鰭和臀鰭呈深色，中間有淺色斑塊和白色尖端，尾鰭呈深色，尖端為白色，胸鰭和腹鰭呈暗色，有棕色斑點形成橫帶，背鰭硬棘34-40枚、背鰭軟條4-6枚、臀鰭硬棘2枚、臀鰭軟條25-28枚，體長可達10公分，棲息在岩礁區的潮池，雌魚產附著性卵，雄魚會守護卵，幼魚為浮游性，生活習性不明。